# Рина Айдари
Рина Айдари (на албански: ‪Rina Ajdari, на македонска литературна норма: Рина Ајдари) е политик от Северна Македония от албански произход.

## Биография
Родена е на 9 юни 1984 година в град Тетово, тогава в Социалистическа федеративна република Югославия. Завършва магистратура в Университета на Югоизточна Европа. На 15 юли 2020 година е избрана за депутат от Демократичния съюз за интеграция в Събранието на Северна Македония.